# Mágico y natural
Mágico y natural es el segundo y último álbum de la banda de rock argentino Tantor, grabado en el año 1981 y publicado un año más tarde.

## Historia
Con este disco hubo cambios en la formación del grupo: Marcelo Torres y Babú Cerviño reemplazan a Carlos Alberto Machi Rufino, y Lito Vitale y Leo Sujatovich respectivamente. Este disco, donde todavía se mantiene la base de jazz tuvo en "Siento el eco de tu voz" un sencillo que gozó de cierta difusión en las radios, con un estilo más cercano a la canción-rock argentina. Pese a eso el álbum nuevamente obtuvo pocas críticas y repercusiones por parte de la crítica y de los espectadores. Esta material fue la última producción de la agrupación. Lo presentaron el festival La Falda en 1983, siendo la última presentación en vivo de la banda.
| N.º   | Título                    | Escritor(es)              | Duración |  |
| 1.    | «Nildo, el torpe»         | M. Torres                 | 5:00     |  |
| 2.    | «Siento el eco de tu voz» | R. Cerviño - R. Zielinsky | 4:43     |  |
| 3.    | «Toda la noche, día»      | H. Starc - L. Sujatovich  | 3:53     |  |
| 4.    | «Después te explico»      | H. Starc                  | 5:18     |  |
| 5.    | «Tobi»                    | R. Cerviño                | 3:56     |  |
| 6.    | «Mágico y natural»        | H. Starc - E. Del Guercio | 5:53     |  |
| 7.    | «Albaricoque»             | H. Starc                  | 6:30     |  |
| 8.    | «No me cambies nunca»     | R. Cerviño                | 2:00     |  |
| 33:33 |                           |                           |          |  |

## Músicos
- Héctor Starc: Guitarras

- Babú Cerviño: Teclados, voces en "Mágico y natural", "Siento el eco de tu voz" y "Tobi"; manguera en "Mágico y natural"

- Marcelo Torres: Bajo, coros en "Siento el eco de tu voz"

- Rodolfo García: Batería, percusión, voces en "Mágico y natural", "Siento el eco de tu voz" y "Tobi"; vibráfono en "Siento el eco de tu voz" y "No me cambies nunca"; pitos en "Toda la noche, día"; acordeón en "Después te explico"; manguera en "Mágico y natural"